# Waki (revue)
Waki est une revue de bande dessinée scénarisée par Claude-Jacques Legrand et dessinée par Luciano Bernasconi, dont six numéros ont été publiés par les Éditions Lug entre février 1974 et juillet 1974 avant son interruption.

## Historique
Waki est le récit d'un monde post-apocalyptique.
Créé pour concurrencer les comics US[réf. nécessaire], la revue prend fin après six numéros. 
Les couvertures sont de Jean Frisano.